# Капитан Флинт
Капитан Джон Флинт (англ. Captain J. Flint) — капитан пиратского корабля «Морж» из романа «Остров сокровищ» шотландского автора Роберта Льюиса Стивенсона (1850—1894).

## Флинт в романе Стивенсона
Хотя Флинт не является непосредственным участником романа, эпизодические сведения о нём периодически «всплывают» по ходу повествования, в основном в воспоминаниях Джона Сильвера и других пиратов. Флинт долгое время успешно занимался пиратством. По словам Сильвера, корабль Флинта «Морж» был «…насквозь пропитан кровью, а золота на нём было столько, что он чуть не пошёл ко дну».
За время своего пиратского промысла Флинт создал себе весьма зловещую славу, достаточную для того, чтобы одно упоминание его имени приводило людей в ужас. Единственным человеком, которого боялся сам Флинт, был его квартирмейстер Джон Сильвер (по словам самого Сильвера), позже он действительно, как бы в насмешку, назвал своего попугая Капитаном Флинтом.
Несмотря на то что сам Флинт, по свидетельствам пиратов, страдал сильным пристрастием к рому (особенно в конце жизни), на его корабле, по воспоминаниям Сильвера, поддерживалась железная дисциплина.
По сюжету романа, свои несметные сокровища Флинт спрятал, зарыв их на острове в Вест-Индии. Закапывать их ему помогали шестеро членов команды «Моржа», которых Флинт предательски убил после того, как клад был спрятан. Труп моряка по фамилии Аллардайс он оставил в качестве воображаемой стрелки (компаса) — с вытянутыми руками, указывающими на место, где были укрыты сокровища. Местонахождение спрятанных сокровищ было отмечено Флинтом на карте, которая впоследствии попала в руки штурмана «Моржа» Уильяма (Билли) Бонса, а после того как Бонс скончался от апоплексического удара — к герою романа, молодому Джиму Хокинсу.
Флинт умер за некоторое время до начала действия «Острова сокровищ» на постоялом дворе в Саванне, штат Джорджия (предполагают, что это место сохранилось до наших дней, хотя и претерпело изменения с момента постройки в 1734 году, и сейчас носит название Pirate’s House Inn). Предсмертными словами Флинта были: «Дарби Макгроу! Дарби Макгроу! Дарби, подай мне рому!..»
Хотя Джон Флинт лишь кратко упоминается в романе «Остров сокровищ», он несколько раз был показан в экранизациях романа.

## Прототип
Образ Флинта, возможно, был основан на биографии реально жившего человека. Согласно Пьеру Мак-Орлану, Флинт упоминался английским новеллистом М. Чарлзом Уайтхедом в его книге «Жизнь и подвиги разбойников, пиратов и грабителей всех наций». Мак-Орлан пишет об этом в своём предисловии к французскому переводу книги «Всеобщая история грабежей и смертоубийств, учинённых самыми знаменитыми пиратами» капитана Чарльза Джонсона в 1921 году.
Определённую роль в формировании образа капитана Флинта сыграл и один из самых харизматичных пиратов своего времени Эдвард Тич — Чёрная Борода. В романе даже имеется нарочитое противопоставление («Чёрная Борода перед Флинтом — младенец»), вложенное, впрочем, в уста болтливого сквайра Трелони; время действия романа (середина XVIII века) частично совпадает с периодом «пиратской карьеры» Тича.
Между биографиями Тича и Флинта также имеется ряд параллелей. В частности, место смерти Флинта от белой горячки — Саванна — находится очень близко от места гибели Тича в морском сражении, а реальный Израэль Хэндс, один из отрицательных героев «Острова сокровищ», был старшим помощником на корабле Эдварда Тича.

## Реминисценции
Фигура капитана Флинта часто упоминается в качестве архетипичного пирата:
- В романе «Питер Пэн» шотландского писателя Дж. Барри: «…вот Билл Джукс, каждый дюйм его тела покрыт татуировкой, тот самый Билл Джукс, который на „Морже“ получил шесть дюжин[3] от Флинта перед тем, как отдал мешок с монетами». Кстати, там упоминается и Сильвер — мол, Джеймс Крюк был единственный, кого боялся Сильвер, а Сильвер — единственный, кого боялся Флинт.
- В книге Стивена Робертса «Пиастры… Пиастры!» (2016 год) Джон Флинт показан как угрюмый злой пират. Рассказываются его история и его участие в ограблении вице-короля Индии. Это описание Флинта считается лучшим среди последователей. Кроме того, в книге изложена полная история событий, предшествовавших событиям оригинального романа Р. Стивенсона.
- Р. Ф. Делдерфилд в своём романе «Приключения Бена Ганна» даёт описание Флинта подробнее, чем Р. Стивенсон. Прочитав этот роман, можно узнать характер персонажа, его историю жизни, а также откуда появился «Морж». Также там описывается набег на Санталену — один из городков Южной Америки, откуда вывозили богатства «Серебряные караваны». После ограбления Санталены становится понятным, откуда взялись сокровища и как они оказались на острове Кидда.
- В фильме «Пират» («The Buccaneer», 1958) (c Юлом Бриннером), события которого разворачивались во время войны 1812 года, присутствовал персонаж, названный капитаном Флинтом (в исполнении Пола Ньюмана).
- В книге А. Рэнсома «Ласточки и амазонки». Автор упоминал это имя в последующих книгах.
- В научно-фантастическом анимационном художественном фильме «Планета сокровищ».
- В фильме «Пираты Острова Сокровищ» (США, 2006) роль капитана Флинта сыграл Крисс Энглин.
- В мини-сериале «Остров сокровищ» (Великобритания, Ирландия, 2012) роль капитана Флинта сыграл Дональд Сазерленд.
- В бардовской песне 30-х годов «Бригантина» на стихи Павла Когана.
- В сериале «Чёрные паруса» (США—ЮАР, 2014—2016) роль капитана Флинта сыграл Тоби Стивенс.
- в игре S.T.A.L.K.E.R зов Припяти присутствует персонаж по кличке «Флинт» , который ради собственной выгоды бросил раненного товарища.
- В игре Borderlands 2 представлен второй босс (со спецзаставкой), который является командиром бандитов в Южном Шельфе и по совместительству капитаном судна-крепости «Капитан Флинт».